# Scaptodrosophila nicholsoni
Scaptodrosophila nicholsoni är en tvåvingeart som först beskrevs av Malloch 1927.  Scaptodrosophila nicholsoni ingår i släktet Scaptodrosophila och familjen daggflugor. Inga underarter finns listade i Catalogue of Life.